# روبرت براشاو
روبرت براشاو (بالإنجليزية: Robert Bradshaw)‏ هو متزلج فني أمريكي، ولد في 8 أكتوبر 1954 في لوس أنجلوس في الولايات المتحدة، وتوفي في 26 مارس 1996.